# Merrill's Marauders

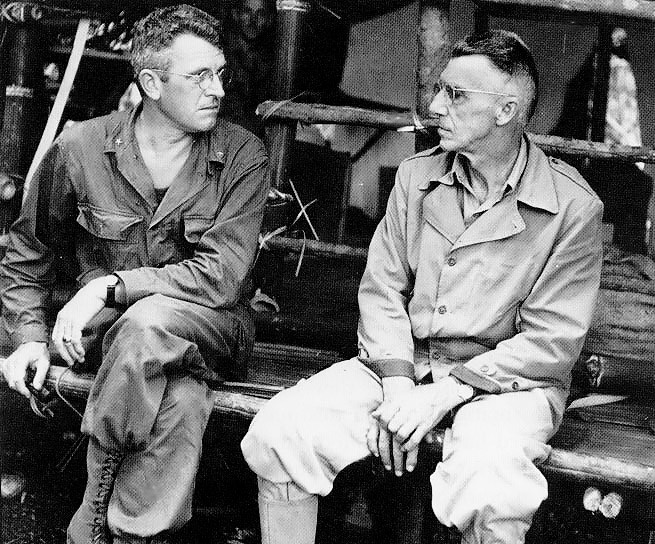
Encontro dos generais Stilwell e Merrill em Burma, durante a Segunda Guerra Mundial

Merrill's Mauraders foi o nome com que ficou conhecida uma força combatente que atuou atrás das linhas japonesas durante a Segunda Guerra Mundial. O nome fez referência ao comandante dos combatentes, General-de-Brigada Frank Merrill.

## História
Na conferência de Quebec em agosto 1943, o presidente Roosevelt, o primeiro ministro Winston Churchill e outros lideres aliados decidem lançar uma força atrás da linhas japonesas na Birmânia, com o objetivo de estabelecer a comunicação e o transporte de suprimentos e reabrir a tão necessária estrada que ligava a Índia a China.
O presidente Roosevelt emitiu o pedido presidencial "de voluntários de tropas com experiência na selva para uma operação arriscada algures". A mensagem foi para o QG de general MacArthur no Pacífico Sudoeste, e centros de treinamento na selva em Trinidad e em várias escolas de infantaria dos Estados Unidos. Nenhuma informação a mais foi dada exceto que era exigido que os soldados tivesse "elevado nível de resistência e de vigor físico". Respondendo ao chamado, 960 oficiais e soldados do Caribbean Defense Command com treinamento em selva, 970 soldados e oficiais do Exército com treinamento em selva com base em território norte-americano, bem como 674 veteranos em combate na selva (campanha de Ilhas Salomão e Guadalcanal) e o General MacArthur transferiu 274 voluntários  do veteranos em combate do Southwest Pacific Command.
A unidade foi designada 5307ª Unidade Composta e mais tarde veio chamar Merrill's Marauders por causa de seu comandante General-de-brigada Frank Marrill.
Os homens foram enviados a Índia pra treinamento do começo de novembro de 1943 até o final de janeiro de 1944. Ali foram reforçados com o pessoal do Corpo Aéreo e Corpo de Sinaleiros
Os Merrill's Marauders sem dúvida superadas em número pelas tropas japonesas, tinha como objetivo, quase sempre, fraquejar as forças inimigas como, por exemplo, colocando barreiras nas estradas e incentivando as divisões chinesas mais cautelosas que os acompanhavam a atacarem.
Em 17 de maio de 1944, 1.300 Marauders juntamente com 42º e a 150º divisões chinesas, que utilizavam mulas para fazer o transporte de suprimentos, atacaram o aeródromo onde se localizava os suprimentos japoneses na cidade de Myitkyina. A ação foi um sucesso, mas as instalações não puderam ser conquistada de imediato pelas forças ali presentes. Duas divisões chinesas tinham sido repelidas com grandes perdas. A  NcAc subestimou as forças japonesas composta de 4.600 homens fanáticos bem armados. Assim os Marauders tiveram que lutar mesmo em situação de monção, o que a piorava. Com as forças chinesas chegando por via aérea finalmente a cidade caiu aos aliados no dia 3 de maio de 1944. O comandante japonês fugiu com aproxidamente 600 de seu homens, 187 japoneses foram feios prisioneiros, e o resto, 3.800 foram mortos em combate.